# Carlo II d'Assia-Philippsthal
Carlo II d'Assia-Philippsthal (Philippsthal, 22 maggio 1803 – Philippsthal, 12 febbraio 1868) fu langravio d'Assia-Philippsthal dal 1849 al 1866.

## Biografia
Carlo era il figlio del langravio Ernesto Costantino d'Assia-Philippsthal e di sua moglie, Luisa (1775–1808), figlia del principe Carl Federico di Schwarzburg-Rudolstadt.
Succedette a suo padre come langravio d'Assia-Philippsthal nel 1849, dopo che suo fratello maggiore Ferdinando era morto nel 1839. Prestò servizio come maggiore generale nell'esercito dell'Elettorato d'Assia. Perdette il proprio trono quando nel 1866 la Prussia annetté l'elettorato e l'Assia-Philippsthal.

## Matrimonio e figli
Sposò il 9 ottobre 1845 a Pokój, Maria (1818–1888), figlia del duca Eugenio di Württemberg, dalla quale ebbe due figli:
- Ernesto (1846–1925)
- Carlo (1853–1916)

## Ascendenza
|                                                   |                                                |                                                             | Genitori                                           |  |  | Nonni |  |  | Bisnonni                        |  |  | Trisnonni                        |  |
|                                                   |                                                |                                                             |                                                    |  |  |       |  |  | 8. Carlo I d'Assia-Philippsthal |  |  | 16. Filippo d'Assia-Philippsthal |  |
|                                                   |                                                |                                                             |                                                    |  |  |       |  |  | 8. Carlo I d'Assia-Philippsthal |  |  | 16. Filippo d'Assia-Philippsthal |  |
|                                                   |                                                | 17. Caterina Amalia di Solms-Laubach                        |                                                    |  |  |       |  |  | 8. Carlo I d'Assia-Philippsthal |  |  |                                  |  |
| 4. Guglielmo d'Assia-Philippsthal                 |                                                |                                                             |                                                    |  |  |       |  |  | 8. Carlo I d'Assia-Philippsthal |  |  |                                  |  |
|                                                   |                                                | 9. Carolina Cristina di Sassonia-Eisenach                   | 18. Giovanni Guglielmo di Sassonia-Eisenach        |  |  |       |  |  |                                 |  |  |                                  |  |
|                                                   |                                                | 9. Carolina Cristina di Sassonia-Eisenach                   | 18. Giovanni Guglielmo di Sassonia-Eisenach        |  |  |       |  |  |                                 |  |  |                                  |  |
|                                                   |                                                | 9. Carolina Cristina di Sassonia-Eisenach                   | 19. Cristina Giuliana di Baden-Durlach             |  |  |       |  |  |                                 |  |  |                                  |  |
| 2. Ernesto Costantino d'Assia-Philippsthal        |                                                | 9. Carolina Cristina di Sassonia-Eisenach                   |                                                    |  |  |       |  |  |                                 |  |  |                                  |  |
|                                                   |                                                | 10. Guglielmo d'Assia-Philippsthal-Barchfeld                | 20. Filippo d'Assia-Philippsthal (= 16)            |  |  |       |  |  |                                 |  |  |                                  |  |
|                                                   |                                                | 10. Guglielmo d'Assia-Philippsthal-Barchfeld                | 20. Filippo d'Assia-Philippsthal (= 16)            |  |  |       |  |  |                                 |  |  |                                  |  |
|                                                   |                                                | 10. Guglielmo d'Assia-Philippsthal-Barchfeld                | 21. Caterina Amalia di Solms-Laubach (= 17)        |  |  |       |  |  |                                 |  |  |                                  |  |
| 5. Ulrica Eleonora d'Assia-Philippsthal-Barchfeld |                                                | 10. Guglielmo d'Assia-Philippsthal-Barchfeld                |                                                    |  |  |       |  |  |                                 |  |  |                                  |  |
|                                                   |                                                | 11. Carlotta Guglielmina di Anhalt-Bernburg-Schaumburg-Hoym | 22. Lebrecht di Anhalt-Zeitz-Hoym                  |  |  |       |  |  |                                 |  |  |                                  |  |
|                                                   |                                                | 11. Carlotta Guglielmina di Anhalt-Bernburg-Schaumburg-Hoym | 22. Lebrecht di Anhalt-Zeitz-Hoym                  |  |  |       |  |  |                                 |  |  |                                  |  |
|                                                   |                                                | 11. Carlotta Guglielmina di Anhalt-Bernburg-Schaumburg-Hoym | 23. Eberardina Giacoma di Weede                    |  |  |       |  |  |                                 |  |  |                                  |  |
| 1. Carlo II d'Assia-Philippsthal                  |                                                | 11. Carlotta Guglielmina di Anhalt-Bernburg-Schaumburg-Hoym |                                                    |  |  |       |  |  |                                 |  |  |                                  |  |
|                                                   | 12. Luigi Günther II di Schwarzburg-Rudolstadt | 24. Luigi Federico I di Schwarzburg-Rudolstadt              |                                                    |  |  |       |  |  |                                 |  |  |                                  |  |
|                                                   | 12. Luigi Günther II di Schwarzburg-Rudolstadt | 24. Luigi Federico I di Schwarzburg-Rudolstadt              |                                                    |  |  |       |  |  |                                 |  |  |                                  |  |
|                                                   | 12. Luigi Günther II di Schwarzburg-Rudolstadt | 25. Anna Sofia di Sassonia-Gotha-Altenburg                  |                                                    |  |  |       |  |  |                                 |  |  |                                  |  |
| 6. Federico Carlo di Schwarzburg-Rudolstadt       | 12. Luigi Günther II di Schwarzburg-Rudolstadt |                                                             |                                                    |  |  |       |  |  |                                 |  |  |                                  |  |
|                                                   |                                                | 13. Sofia Enrichetta di Reuss-Untergreiz                    | 26. Enrico XIII di Reuss-Untergreiz                |  |  |       |  |  |                                 |  |  |                                  |  |
|                                                   |                                                | 13. Sofia Enrichetta di Reuss-Untergreiz                    | 26. Enrico XIII di Reuss-Untergreiz                |  |  |       |  |  |                                 |  |  |                                  |  |
|                                                   |                                                | 13. Sofia Enrichetta di Reuss-Untergreiz                    | 27. Sofia Elisabetta di Stolberg-Ilsenburg         |  |  |       |  |  |                                 |  |  |                                  |  |
| 3. Luisa di Schwarzburg-Rudolstadt                |                                                | 13. Sofia Enrichetta di Reuss-Untergreiz                    |                                                    |  |  |       |  |  |                                 |  |  |                                  |  |
|                                                   |                                                | 14. Giovanni Federico di Schwarzburg-Rudolstadt             | 28. Federico Antonio di Schwarzburg-Rudolstadt     |  |  |       |  |  |                                 |  |  |                                  |  |
|                                                   |                                                | 14. Giovanni Federico di Schwarzburg-Rudolstadt             | 28. Federico Antonio di Schwarzburg-Rudolstadt     |  |  |       |  |  |                                 |  |  |                                  |  |
|                                                   |                                                | 14. Giovanni Federico di Schwarzburg-Rudolstadt             | 29. Sofia Guglielmina di Sassonia-Coburgo-Saalfeld |  |  |       |  |  |                                 |  |  |                                  |  |
| 7. Federica di Schwarzburg-Rudolstadt             |                                                | 14. Giovanni Federico di Schwarzburg-Rudolstadt             |                                                    |  |  |       |  |  |                                 |  |  |                                  |  |
|                                                   |                                                | 15. Bernardina Cristiana di Sassonia-Weimar                 | 30. Ernesto Augusto I di Sassonia-Weimar           |  |  |       |  |  |                                 |  |  |                                  |  |
|                                                   |                                                | 15. Bernardina Cristiana di Sassonia-Weimar                 | 30. Ernesto Augusto I di Sassonia-Weimar           |  |  |       |  |  |                                 |  |  |                                  |  |
|                                                   |                                                | 15. Bernardina Cristiana di Sassonia-Weimar                 | 31. Eleonora Guglielmina di Anhalt-Köthen          |  |  |       |  |  |                                 |  |  |                                  |  |
|                                                   |                                                | 15. Bernardina Cristiana di Sassonia-Weimar                 |                                                    |  |  |       |  |  |                                 |  |  |                                  |  |